# Navasota
Navasota è una città della contea di Grimes nel Texas, negli Stati Uniti. La popolazione era stimata in 7 715 abitanti nel 2018. Nel 2005, la legislatura del Texas ha designato Navasota come la "capitale del blues del Texas", in onore del defunto Mance Lipscomb, un musicista blues e originario di Navasota.

## Geografia fisica
Secondo l'Ufficio del censimento degli Stati Uniti, ha una superficie totale di 7,38 mi² (19,11 km²).
Navasota si trova nel sud-ovest della contea di Grimes, nel Texas, a est del fiume Navasota (un affluente del fiume Brazos). Si trova a 114 km a nord-ovest di Houston. Dalla Texas State Highway 105, la principale strada in direzione est-ovest che passa attraverso il centro di Navasota, si trova a 40 km a sud-ovest di Brenham e a 66 km ad est di Conroe. La Texas State Highway 6 passa da nord a sud attraverso il lato orientale della città come una tangenziale a quattro corsie, a 35 km a nord-ovest di College Station e a 34 km a sud di Hempstead.

## Storia
L'esploratore francese René Robert Cavelier de La Salle nel 1687, dopo un vano tentativo di trovare il fiume Mississippi, stava cercando di trovare la strada per tornare alle terre controllate dai francesi vicino ai Grandi Laghi, attraversando l'area che sarebbe diventata Navasota. Fu lì che La Salle fu assassinato da uno dei suoi uomini. Dopo numerosi viaggi, esplorazioni della valle del fiume Mississippi, imprese commerciali e diversi ammutinamenti, si ritiene che le ossa di La Salle abbiano trovato il loro luogo di riposo nella valle di Navasota.
Navasota è stata fondata da americani europei nel 1831 come fermata della diligenza chiamata "Nolansville". Il suo nome fu cambiato nel 1858 in Navasota, un nome forse derivato dalla parola nativa americana nabatoto ("acqua fangosa").
Dopo il settembre 1859, quando la Houston and Texas Central Railway costruì i binari attraverso la città, Navasota divenne un importante centro di spedizione e commerciale per l'area circostante. Quando la vicina città storica di Washington-on-the-Brazos resistette alla ferrovia, perse il suo vantaggio geografico e iniziò a declinare dopo che molti dei suoi affari e residenti iniziarono a migrare verso il nuovo capolinea 11 km a nord-est attraverso il fiume Brazos a Navasota.
La schiavitù era parte integrante dell'economia locale. I piantatori dipendevano dagli schiavi afroamericani per fornire lavoro alle loro grandi piantagioni di cotone. Gli schiavi furono portati in città e venduti nel commercio degli schiavi domestici. Hanno lavorato principalmente nei campi di cotone, che erano una delle principali colture di materie prime nella zona. Le pistole venivano fabbricate nella vicina Anderson. Cotone, polvere da sparo e scarpe venivano prodotti, lavorati e conservati ad Anderson per la Confederazione durante la guerra civile americana.
Nel 1865, la popolazione di Navasota era di circa 2 700 abitanti. Durante la guerra civile, tutti i beni commerciabili prodotti nella regione furono portati a Navasota, che all'epoca era il più lontano capolinea ferroviario interno del Texas. Tali merci venivano spedite a sud su rotaia a Galveston, dove potevano essere trasportate in battello a vapore lungo la costa del Texas e lungo il fiume Mississippi per lo sforzo bellico, o esportate in Messico o oltremare in Europa.

## Società

### Evoluzione demografica
Secondo il censimento del 2010, la popolazione era di 7 049 abitanti.